# Audovaldo
Audovaldo (em latim: Audovaldus) foi um oficial franco do século VI, ativo durante o reinado de Quildeberto II (r. 570–595).

## Vida

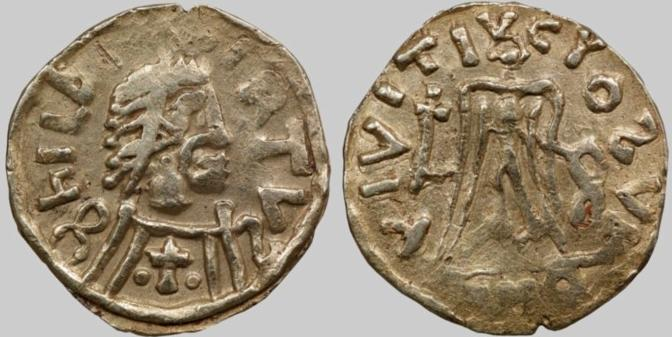
Tremisse de r.

Ele foi um dos 20 duques enviados por Quildeberto em 590 para ajudar os romanos na Itália contra os lombardos. No caminho, ele e Vintrião saquearam o distrito de Metz. Ao chegarem na Itália, ele e outros seis duques de nome incerto avançaram para Mediolano, onde encontraram emissários imperiais e esperaram em vão os reforços imperiais prometidos. Após três meses, a expedição voltou para casa, sofrendo consideravelmente de fome e desistiria.